# Zamek w Óbidos
Zamek w Óbidos – zamek znajdujący się w miejscowości Óbidos, w parafii Santa Maria, w dystrykcie Leiria, w Portugalii.
Jest to dobry przykład portugalskiej średniowiecznej fortyfikacji, wzniesionej w XII wieku na niewielkim wzgórzu, z którego roztacza się widok na otaczającą równinę i rzekę Arnoia na wschodzie. Zamek na przestrzeni wieków stał się integralną częścią miejscowości, a jego mury otaczają Óbidos. Budowla praktycznie zachowała swoje średniowiecznie cechy w nienaruszonym stanie.
Zamek sklasyfikowany jest jako Pomnik Narodowy, a 7 lipca 2007 został wybrany jako jeden z Siedmiu Cudów Portugalii.